# Sarajevski atentat
Sarajevski atentat poslužio je kao povod za izbijanje Prvoga svjetskog rata. Naime, Gavrilo Princip, član tajne organizacije "Mlada Bosna" koja je imala za cilj putem buna, ustanaka i oružanih atentata zbaciti austrougarsku vlast u Bosni i Hercegovini, izvršio je atentat na austrougarskog prijestolonasljednika i nadvojvodu – Franju Ferdinanda i njegovu suprugu Sofiju, 28. lipnja 1914. godine.

## Odnosi Beča i Beograda
Prvobitni uzroci za planiranje i izvođenje Sarajevskog atentata leže još u 1878. godini, točnije u odlukama donesenim na Berlinskom kongresu kada Austro-Ugarska dobiva pravo okupirati Bosnu i Hercegovinu na trideset godina protivno vanjskopolitičkim interesima Srbije i Crne Gore koji su htjeli zajedno anektirati tu tadašnju Tursku pokrajinu. Formalno Bosna i Hercegovina je i dalje ostala Turska pokrajina, ali sada pod vojnom kontrolom Austro-Ugarske. Jedina potencijalna odšteta za očekivano teritorijalno širenje Srbiji postaje međunarodno priznanje neovisnosti i pripojeno područje grada Niša i njegove pokrajine. 
Bez obzira na situaciju u Bosni i Hercegovini sada i službeno neovisna Srbija se počinje u vanjskopolitičkim poslovima oslanjati na Beč i pokušaje teritorijalnog širenja na istočni Balkan. Srpska katastrofa u agresivnom ratu protiv Bugarske 1885. godine nije završila okupacijom i aneksijom Srbije samo zbog intervencije Austro-Ugarske koja tada spašava srpsku neovisnost. Prijateljski odnosi između Beograda i Beča će trajati sve do završetka vladavine Obrenovića.
Državnim udarom u Srbiji i dolaskom na vlast bivšega francuskog časnika Petra I. Karađorđevića 1903. godine, politički ciljevi se počinju mijenjati i jedan od najvažnijih ciljeva postaje "oslobađanje porobljene srpske braće" u Austro-Ugarskoj. Vanjskopolitički oslonac za tu politiku se našao u novim prijateljskim, savezničkim odnosima s Rusijom i Francuskom, dok zahlađenje s Austro-Ugarskom dovodi do carinskog rata (1906. – 1911.), a aneksija Bosne i Hercegovine 1908. godine dovodi gotovo do pravog rata. Pobjeda Srbije u Balkanskim ratovima (1912. i 1913.) i njezino priključenje Kosova i Makedonije, ne sputava ambicije o "oslobađanju porobljene srpske braće" u zapadnim zemljama koja neprestano jača.
S druge strane u Balkanskim područjima Austro-Ugarske dolazi do jačanja ideje o stvaranju južnoslavenske državne zajednice u kojoj prava Srba, Hrvata i Slovenaca neće biti ugnjetavana od Nijemaca i Mađara. To nezadovoljstvo Slavena je početkom dvadesetog stoljeća postalo očito i mlađoj generaciji državnih službenika u Beču čiji glavni predstavnik postaje prijestolonasljednik Franjo Ferdinand koji počinje zagovarati reformu dvojne Austrijsko-Mađarske unije u trojnu Austrijsko-Mađarsko-Slavensku uniju. Ta ideja je odbojna Mađarskim političarima koji bi tom reformom izgubili izlazak na more, ali ona je bila više nego odbojna Kraljevini Srbiji čiji predsjednik vlade Nikola Pašić će kasnije izjaviti kako se jedini put u životu uplašio kada je čuo za tu Ferdinandovu ideju.

## Atentat
Osnovnu ulogu u atentatu odigrat će tajna srpska teroristička organizacija "Crna ruka" koja je službeno osnovana 10. lipnja 1910. godine, iako su njezini članovi već ranije bili uključeni u terorističke operacije i politička ubojstva kao na primjer ubojstvo srpskog kralja Aleksandra Obrenovića i njegove žene kraljice Drage. Glavni zapovjednik "Crne ruke" bio je ujedno i glavni zapovjednik Srpske vojne obavještajne službe pukovnik Dragutin Dimitrijević Apis. Na području Bosne i Hercegovine "Crna ruka" je kontrolirala organizaciju "Mlada Bosna" čiji članovi će izvršiti atentat. 
Glavni organizator bio je agent srpske tajne službe Rade Malobabić, jedan od optuženika na zagrebačkom Veleizdajničkom procesu iz 1909. godine – osoba koja je prema kazivanju samog Svetozara Pribićevića održavala vezu zagrebačkih "veleizdajnika" iz redova Srpske samostalne stranke sa srpskom tajnom službom.   
Planovi za ubojstvo Franje Ferdinanda počeli su se stvarati tek pošto se tajnim kanalima u Srpskoj obavještajnoj službi na čelu s D.D. Apisom saznalo da austro-ugarski prijestolonasljednik dolazi u Sarajevo nadgledati vojne vježbe. Aktivnostima na granici, prebacivanju trojice mladića s oružjem u Bosnu i Hercegovinu bio je obaviješten srpski predsjednik vlade Nikola Pašić koji je navodno srpskom veleposlaniku u Monarhiji naredio da vijesti prenese državnom vrhu međutim, on je to prenio previše diskretno, govoreći kako su vježbe i pokazivanje moći na srpski vjerski praznik možda previše provokativni. U samom atentatu sudjelovalo je sedam osoba raspoređenih po maršruti od polja gdje su se održavale vježbe do Gradske vijećnice:
1. Muhamed Mehmedbašić
2. Vaso Čubrilović
3. Nedeljko Čabrinović bacio je bombu na povorku, ali je prijestolonasljednik bombu odgurnuo s krova te je ona pala na sljedeći automobil u koloni.[4]
4. Cvjetko Popović
5. Danilo Ilić
6. Trifko Grabež
7. Gavrilo Princip: kao i ostali atentatori niz ulicu su čuli eksploziju bombe i napustili svoja mjesta. Neobičnim spletom slučajnosti, nadvojvodin automobil je u trenutku prošao pokraj Gavrila Principa koji je iskoristio prigodu i potegao revolver. Prvim hitcem pogodio je nadvojvodu, a drugim, namijenjenim Oskaru Potioreku, vojvotkinju Sofiju. On je, kao i ostali atentatori, uhvaćen a suđeno im je od 12. do 28. listopada 1914. godine. Austro-Ugarska monarhija odmah je po dospijeću vijesti o atentatu optužila Srbiju i njezinu vladu za organiziranje prevrata van svojega teritorija, zatim provela samo formalnu istragu. Vijest o ubojstvu bila je kao naručena za Austro-Ugarsku koja je tražila povod za rat sa Srbijom, uvjerena kako će je pokoriti i uništiti jednim udarcem. Namjere Austro-Ugarske najbolje se vide u ultimatumu upućenom Srbiji.

## Početak Prvoga svjetskog rata
Situacija za Austro-Ugarsku nakon atentata je bila prilično jednostavna. Prijestolonasljednik je bio ubijen od pripadnika udruženja "Mlada Bosna" koji su bili obučavani i naoružani u Beogradu. Također Austro-Ugarska policija je našla dokument o organizaciji atentata potpisan od Nikole Pašića 5. lipnja 1914. godine (23 dana prije atentata) u kojem je napisan i nadimak jednog od atentatora. Srbija će 1917. godine izvesti pred sud sada nepoželjnog Dragutina Dimitrijevića Apisa zbog zločina nevezanih s ovim Sarajevskim atentatom i on će tada priznati da ga je organizirao u svojstvu "Glavnog zapovjednika Srpske vojne tajne službe". Na kraju zbog drugih zločina koje nije ni počinio Apis je 1917. godine osuđen i strijeljan. Vrhovni sud Srbije će ga 1953. godine proglasiti nevinim za zločine zbog kojih je 1917. godine pogubljen.
Austro-Ugarska će nakon zvršetka preliminarne istrage o atentatu uputiti takozvani Srpanjski ultimatum Srbiji koji će na početku Srbija više manje prihvatiti, da bi ga nakon dobivene podrške od Rusije potom odbila. S druge strane bez obzira na dokaze koji povezuju Srbiju s ubojstvom Franje Ferdinanda, Austro-Ugarski car i kralj Franjo Josip I. žestoko se protivio objavi rata. Bez obzira na narodnu želju za osvetom, vlastito ministarstvo vanjskih poslova (u liku ministra grofa Leopolda Bertholda), zapovjedništvo vojske koje je zahtijevalo rat od 1913. godine (nakon Balkanskih ratova) i punu podršku Njemačke on je odbijao potpisati objavu rata. U tom trenutku najveće moguće napetosti dio srpskih vojnika se "pogreškom" iskrcao na Austro-Ugarskoj obali na što su tamošnji vojnici pucali u zrak. To je bio završni "mirnodopski" akt krize stvorene atentatom u Sarajevu i Austro-Ugarska 28. srpnja 1914. godine objavljuje rat Srbiji. Navodne riječi cara i kralja Franje Josipa I. nakon potpisivanja mobilizacije bile su: "Ja sam sve uradio najbolje što sam mogao, ali sada je sve gotovo". Ubrzo potom Rusija objavljuje rat Austro-Ugarskoj, a Njemačka Rusiji i Francuskoj s čime počinje Prvi svjetski rat.    

## Vanjske poveznice
- Stipica Grgić, Mlada Bosna i Sarajevski atentat 1914. godine  Arhivirana inačica izvorne stranice od 2. svibnja 2017. (Wayback Machine), povijest.net, 3. rujna 2007.